# FACE
A FACE (Federation of Associations for Hunting and Conservation of the EU) egy európai vadászszövetség. Alapításának gondolata 1976-ban, a dániai Vadászkonferencián vetődött fel. Ehhez az első lépést már a következő év márciusában Londonban megtették, ahol formális találkozón készítették elő a FACE (Federation of Associations for Hunting and Conservation of the EU = Az EU Vadászati és Természetmegőrzési Szervezeteinek Föderációja) megalapítását. A FACE hivatalosan 1977. év szeptemberében Brüsszelben alakult meg.
A FACE jellegét tekintve nemzetközi, nonprofit és civil szervezet (NGO), mely megalakulása óta több mint 7 millió európai vadász érdekeit képviseli. A Föderációnak 36 tagja Archiválva 2008. szeptember 16-i dátummal a Wayback Machine-ben van, amelyek az egyes államok reprezentatív vadászszövetségei. A tagok nagy részét az európai uniós tagállamok adták, de 5 unión kívüli tagja is van a szervezetnek. Magyarországot 1994-ben vették fel és akkor az első kelet-európai szövetség volt az Országos Magyar Vadászati Védegylet. A FACE mint nemzetközi civil szervezet maga is tagja a Világ Természetvédelmi Unió nak (IUCN) és a vizes élőhelyek védelméért dolgozó Wetlands International-nek, mely szintén egy nemzetközi, nonprofit, civil szervezet.
A FACE fő feladatai közé tartozik a vadászat ügyének támogatása és a vadászat és a vadászok érdekeinek képviselete. Mindezt a természeti egyensúly fenntartása mellett, tudományos és biológiai alapokon nyugvó, a természeti erőforrások fenntartható hasznosításával történő gazdálkodást folytatva. Ennek része a természeti források megőrzése, élőhelyeik védelme, fejlesztése, helyreállítása, elkerülve a helytelen vad- és élőhelygazdálkodást. Fontos célja a kölcsönös kapcsolatok kiépítése és fenntartása a vadászszervezetek között, a tagok érdekeinek képviselete, valamint különböző a vadászathoz kapcsolódó tevékenységek támogatása (pl. kutatás, alapítványok létrehozása, támogatása, valamint információk szolgáltatása).
A FACE jelenleg programjai a következők:
- A Natura 2000 és a tartamos vadgazdálkodás és vadászat Archiválva 2008. szeptember 16-i dátummal a Wayback Machine-ben vagy fenntartható vadgazdálkodás és vadászat Archiválva 2008. szeptember 16-i dátummal a Wayback Machine-ben támogatása[3] (vadászat/horgászat), melyet a FACE, az ELO Archiválva 2007. január 25-i dátummal a Wayback Machine-ben és az IUCN közösen valósít meg. Célja a Natura 2000 program népszerűsítése[4] a vadászok és horgászok körében, és nagyobb részvételük elősegítése a Madárvédelmi irányelv ben és Élőhelyvédelmi irányelv ben, és a Natura 2000 programban.
- Az Artemis program az európai madárzsákmányadatok gyűjtésének megszervezésére indult,[5] hogy elősegítsék a jövő generációi számára a madárhasznosítás lehetőségét.
- A madárinfluenza honlap célja a madárinfluenzával kapcsolatos veszélyek ismertetése,[6] kapcsolatának a vadakkal és a vadászattal való ismertetése, mindezt a lehető leghitelesebb forrásokból.

E programokon kívül a szervezet jelentős szerepet vállalt a Madárvédelmi irányelv kialakításában, a fegyverútlevél engedélyeztetésében, Berni egyezmény' kidolgozásában, egyesült bizottság létrehozásában a vándorló madarakért (FACE - CIC), közreműködés az AEWA aláírásában, tanulmányok készítésében, kutatások indításában, támogatásában, felülvizsgálatában, nemzetek és érdekcsoportok közötti kapcsolatok kialakításában.